# Звезде које не тамне — Ролингстонси
„Звезде које не тамне — Ролингстонси” је југословенски музички ТВ филм из 1984. године. Режирао га је Мирослав Лекић који је написао и сценарио.

## Улоге
| Глумац             | Улога   |
| ------------------ | ------- |
| Светозар Цветковић | Наратор |